# Dysoptus probata
Dysoptus probata là một loài bướm đêm thuộc họ Arrhenophanidae. Nó là loài duy nhất được tìm thấy ở type locality in tây nam Guatemala.
Chiều dài cánh trước khoảng 8 mm đối với con cái.